# Metzervisse
Metzervisse là một xã trong vùng Grand Est, thuộc tỉnh Moselle, quận Thionville-Est, tổng Metzervisse. Tọa độ địa lý của xã là 49° 18' vĩ độ bắc, 06° 17' kinh độ đông. Metzervisse nằm trên độ cao trung bình là 251 mét trên mực nước biển, có điểm thấp nhất là 173 mét và điểm cao nhất là 256 mét. Xã có diện tích 8,99 km², dân số vào thời điểm 2004 là 1382 người; mật độ dân số là 154 người/km². Xã nằm khoảng 10 km về phía đông nam của Thionville, thuộc Pháp từ năm 1659.

## Thông tin nhân khẩu
| 1962  | 1968  | 1975  | 1982  | 1990  | 1999  |
| ----- | ----- | ----- | ----- | ----- | ----- |
| 1 009 | 1 156 | 1 115 | 1 169 | 1 157 | 1 271 |